# Christine Roper
Christine Roper (Montego Bay, 15 mei 1990) is een Canadees roeister.
Roper nam tweemaal deel aan de Olympische Zomerspelen en won in Tokio de gouden medaille in de acht. Roper won op de wereldkampioenschappen vier zilveren en één bronzen medaille.

## Resultaten

### Olympische Zomerspelen
| Jaar | Plaats         | Resultaten    |
| ---- | -------------- | ------------- |
| 2016 | Rio de Janeiro | 5e in de acht |
| 2021 | Tokio          | in de acht    |

### Wereldkampioenschappen roeien
| Jaar | Plaats              | Resultaten                     |
| ---- | ------------------- | ------------------------------ |
| 2013 | Chungju             | in de acht · in de vier-zonder |
| 2014 | Amsterdam           | in de acht                     |
| 2015 | Aiguebelette-le-Lac | in de acht                     |
| 2017 | Sarasota            | 9e in de vier-zonder           |
| 2018 | Plovdiv             | in de acht                     |
| 2019 | Ottensheim          | 4e in de acht                  |

1976: Goretzki & Knetsch & Richter & Ahrenholz & Kallies & Ebert & Lehmann & Müller & Wilke ·
1980: Boesler & Neisser & Köpke & Schütz & Kühn & Richter & Sandig & Metze & Wilke ·
1984: O'Steen & Metcalf & Bower & Graves & Flanagan & Norelius & Thorsness & Keeler & Beard ·
1988: Strauch & Zeidler & Haacker & Wild & Kluge & Schröer & Balthasar & Stange & Neunast ·
1992: Barnes & Taylor & Delehanty & Crawford & McBean & Worthington & Monroe & Heddle & Thompson ·
1996: Tănase & Cochelea & Gafencu & Spîrcu & Olteanu & Lipă & Popescu & Ignat & Georgescu ·
2000: Damian & Susanu & Olteanu & Cochelea & Dumitrache & Lipă & Gafencu & Ignat & Georgescu ·
2004: Florea & Susanu & Bărăscu & Papuc & Gafencu & Lipă & Damian & Ignat & Georgescu ·
2008: Cafaro & Cummins & Davies & Francia & Goodale & Lind & Logan & Shoop & Whipple ·
2012: Cafaro & Francia & Lofgren & Ritzel, Musnicki & Logan & Lind, Davies & Whipple ·
2016: Elmore & Gobbo & Logan & Musnicki, Polk & Regan & Schmetterling & Simmonds & Snyder ·
2020: Roman & Gruchalla-Wesierski & Roper & Proske & Grainger & Mailey & Payne & Wasteneys & Kit ·
2024: Rusu & Anghel & Bodnar & Lehaci & Adam & Bereș & Vrînceanu & Radiș & Petreanu